# Stefan Nägele
Stefan Nägele (* 27. November 1955 in Stuttgart) ist deutscher Jurist und Fachanwalt für Arbeitsrecht.

## Leben und Wirken
Stefan Nägele schloss 1976 seine Schulausbildung in Schwäbisch Gmünd mit dem Wirtschaftsabitur ab. Anschließend studierte er bis 1980 Rechtswissenschaften an der Universität Konstanz. Er wurde Mitglied der Burschenschaft Rheno-Alemannia Konstanz. Nach dem Referendarexamen im Jahr 1980 absolvierte er den Juristischen Vorbereitungsdienst am Landgericht Konstanz. Die Ernennung zum Assessor jur. erfolgte 1983. Neben der anschließenden Tätigkeit als Rechtsanwalt in Stuttgart setzte Nägele seine universitäre Ausbildung fort und wurde 1986 zum Dr. jur. promoviert.
Seine Anwaltstätigkeit begann er bei der Stuttgarter Kanzlei Oppenländer Dolde Oesterle & Partner und spezialisierte sich als Fachanwalt für Arbeitsrecht. Zunächst war er als Leiter des Fachbereichs Arbeitsrecht bei PricewaterhouseCoopers (früher PwC Veltins) tätig, seit 2003 in der eigenen Stuttgarter Kanzlei, die 2019 von der Wirtschaftswoche (23/19) zur Top-Kanzlei für Arbeitsrecht ausgezeichnet wurde.
Gemeinsam mit Inken Gallner und dem heutigen Direktor am Arbeitsgericht Heilbronn, Carsten Witt, rief Nägele 1998 die Veranstaltungsreihe „Blickpunkt Arbeitsrecht“ ins Leben, ein Fortbildungs- und Gesprächsforum für Richter und Anwälte.
Von 2002 bis 2006 war er Lehrbeauftragter an der Humboldt-Universität zu Berlin. 2006 wurde er Honorarprofessor an der Allensbach Hochschule. Er ist Mitglied des Wirtschaftssenats beim Bundesverband mittelständischer Wirtschaft und durch die Deutsche Börse Qualifizierter Aufsichtsrat.
2018 führte Nägele die Bayerische Energieversorgungsgesellschaft in die Insolvenz. Die Anordnung der vorläufigen Insolvenzverwaltung erfolgte am 29. Januar 2019.
Nägele veröffentlichte in den Fachzeitschriften Der Arbeits-Rechts-Berater, Betriebs-Berater und Neue Zeitschrift für Arbeitsrecht sowie Online beim Manager Magazin. Er ist zudem Autor und Herausgeber von Fachbüchern und Kommentaren.

## Ehrenamt
Seit 2007 ist er erster Vorsitzender des Förderkreis Krebskranke Kinder e.V. Stuttgart. 2015 erhielt er die Staufermedaille in Gold des Landes Baden-Württemberg für sein ehrenamtliches Engagement.

## Veröffentlichungen (Auswahl)

### Juristische Fachbücher
- Der Dienstwagen. Arbeits- und Steuerrecht von A-Z. Verlag O. Schmidt, Köln 2002, ISBN 978-3-504-42621-7
- Das arbeitsgerichtliche Urteilsverfahren. Anwaltliche Strategien, Klageziele und Prozessrecht. Boorberg Verlag, 2004, ISBN 978-3-415-02977-4
- als Hrsg. mit Annett Böhm: EG-Arbeitsrecht in der deutschen Praxis. Verlag Recht- und Wirtschaft, Frankfurt am Main 2007, ISBN 978-3-8005-3079-3
- als Hrsg. mit Inken Gallner, Wilhelm Mestwerdt: Kündigungsschutzrecht. Handkommentar. 6. Auflage, Nomos Verlag, Baden-Baden 2018, ISBN 978-3-8487-3633-1

### Sonstige Publikationen
- Zu Fuß. Books on Demand GmbH, Norderstedt 2005, ISBN 978-3-8334-2900-2
- mit Nikolaus Koliusis: Aus gutem Grund. Nikolaus Koliusis, das Blaue Haus oder wie Kunst Orte auszeichnet. Verlag avedition, Ludwigsburg 2013, ISBN 978-3-89986-196-9
- mit Nikolaus Koliusis: Raum der Stille. Dokumentation eines Arbeitsprozesses. Metaphern und Recherchen. Verlag avedition, Stuttgart 2015, ISBN 978-3-89986-220-1